# Henry Salem Hubbell

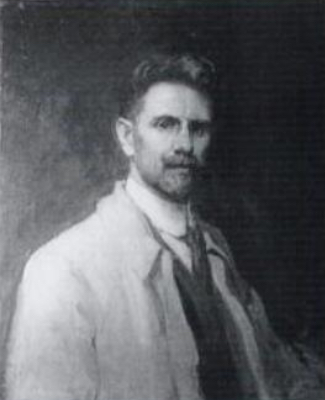
Selbstporträt von Henry Salem Hubbell (Foto)

Henry Salem Hubbell (* 13. Dezember 1870 in Paola, Kansas; † 1949 in Miami, Florida) war ein US-amerikanischer Maler des Impressionismus. Er zählte zum sogenannten Giverny-Kreis amerikanischer Impressionisten, deren Werke zu Lebzeiten und posthum wechselnde Aufmerksamkeit erfuhren. Hubbell wurde insbesondere für seine Porträts und figurativen Interieurszenen bekannt, die sich durch koloristische Raffinesse und idealisierte Darstellungen auszeichnen.

## Leben

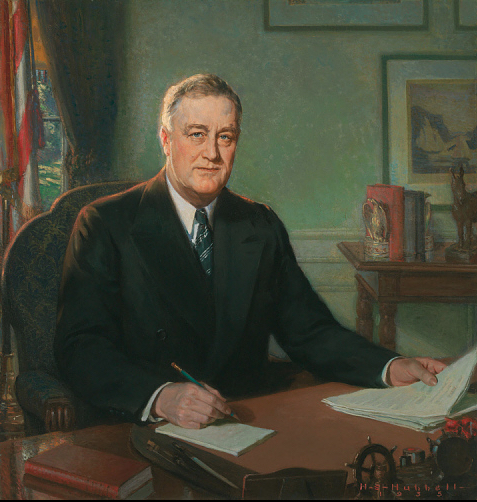
Franklin D. Roosevelt porträtiert von Henry Salem Hubbell (1935)

Henry Salem Hubbell studierte zunächst am Art Institute of Chicago und später an der Académie Julian in Paris bei William-Adolphe Bouguereau, Benjamin Constant und Jean-Paul Laurens. In den Jahren 1898/99 war er kurzzeitig Schüler von James Abbott McNeill Whistler an der Académie Carmen. Whistlers Einfluss auf Hubbells Farbgebung, Komposition und harmonische Flächenanordnung blieb dauerhaft spürbar. Weitere Impulse erhielt er durch die französische realistische Tradition, insbesondere durch Jean-François Millet und Jules Bastien-Lepage. Zwischen 1898 und 1910 lebte Hubbell überwiegend in Frankreich. Seine frühen Werke, darunter The Coachman (Paris Cabman) und The Long Seam, zeigen einen naturalistisch-realistischen Stil mit psychologischer Figurenzeichnung. Ab etwa 1906 näherte er sich dem Impressionismus an und schuf lichtdurchflutete Interieurs mit eleganten weiblichen Figuren wie The Orange Robe und By the Fireside. Von 1908 bis 1910 war er Teil der amerikanischen Künstlerkolonie in Giverny und verkehrte dort unter anderem mit Frederick Carl Frieseke und Richard Emil Miller. In dieser Zeit entstanden Werke mit einem hohen Maß an dekorativer Farbigkeit und einem betonten Idealismus in der Darstellung von Frauen. Seine Gemälde wurden regelmäßig im Pariser Salon ausgestellt und von Kritikern sowie dem Publikum gewürdigt. Im Jahr 1909 erwarb die französische Regierung eines seiner Werke.
Im Jahr 1910 kehrte Henry Hubbell mit seiner Familie in die USA zurück und ließ sich zunächst in New York nieder. Aus wirtschaftlichen Gründen wandte er sich schließlich doch der Porträtmalerei zu, obwohl er dies ursprünglich vermeiden wollte. Er porträtierte zahlreiche prominente Persönlichkeiten des öffentlichen Lebens, darunter die US-Präsidenten Herbert Hoover und Franklin D. Roosevelt sowie Chief Justice Harlan Fiske Stone und verschiedene Akademiker und Geschäftsleute.
Nach Stationen in Silvermine (Connecticut) und Pittsburgh zog er 1924 nach Miami. Dort versuchte er, sich von der Porträtmalerei zu lösen und großformatige symbolistische Werke zu schaffen. Ein Beispiel hierfür ist das Gemälde The Building of the House aus dem Jahr 1930, das seine Vorstellung von Miami als kulturelles Zentrum zum Ausdruck bringt. Sein selbst entworfenes Wohnhaus, die Casa Rosita, war der Mittelpunkt eines künstlerischen Kreises und Schauplatz gesellschaftlicher Begegnungen. Ein bedeutendes Werk aus dieser Phase ist das Interieurgemälde In the Patio (At the Casa Rosita), das seine Frau Rose porträtiert und wie viele seiner Werke Aspekte von Idealismus, Theatralik und intimer Atmosphäre vereint. Weitere Themen waren venezianisch inspirierte Szenen (Luminous Reflections) sowie Werke mit orientalistischen Einflüssen (The Chinese Lantern), die aus seiner Sammlung japanischer Drucke gespeist wurden.

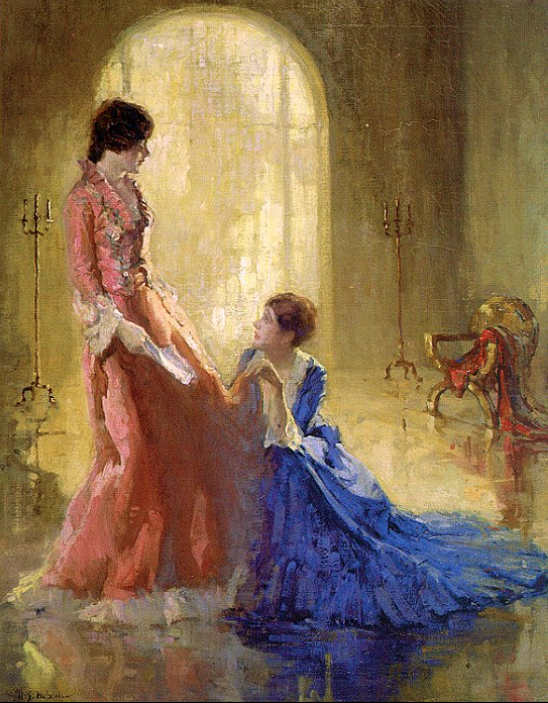
Henry Salem Hubbell: Luminous Reflection (1913)

Henry Hubbell malte bis Mitte der 1940er Jahre. Nach dem Tod seiner Frau im Jahr 1944 und einem Schlaganfall im Jahr 1946 beendete er seine künstlerische Tätigkeit. Kurz vor seinem Tod schenkte er bedeutende Werke wie By the Fireside seiner ehemaligen Highschool in Lawrence, Kansas, und In the Patio dem Lowe Art Museum in Miami – ein Ausdruck seiner lebenslangen Förderung von Bildungs- und Kunstinstitutionen. Henry Salem Hubbell starb 1949; sein Werk geriet zunächst weitgehend in Vergessenheit, wird jedoch im Zuge des wiedererstarkten Interesses am amerikanischen Impressionismus neu bewertet.

## Werk

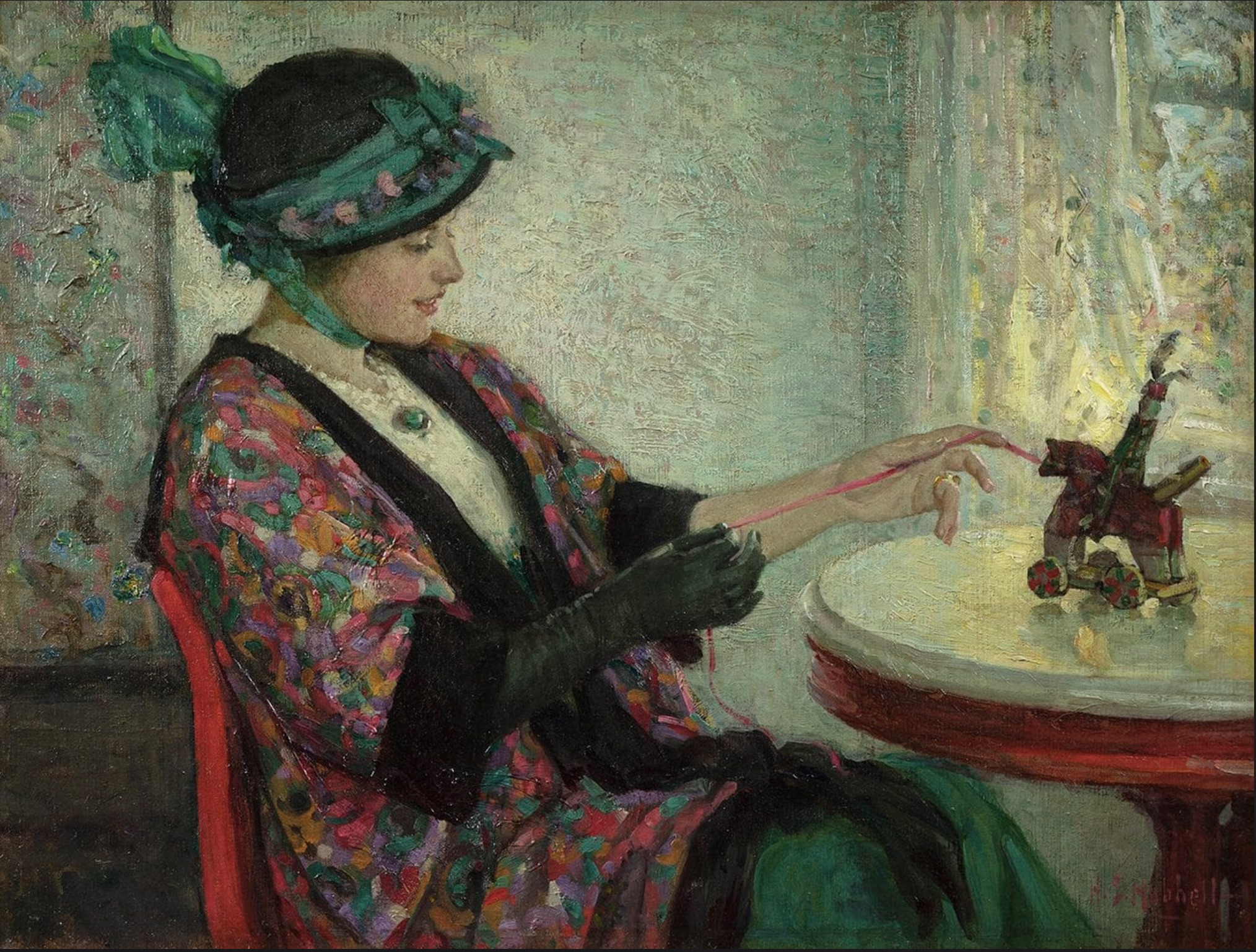
Henry Salem Hubbell: Young Woman with a Toy, um 1910

Henry Salem Hubbell wird zu den amerikanischen Impressionisten gezählt und ist vor allem für seine Porträts und Figurenstudien bekannt. Viele seiner Werke zeigen Frauen in ländlichen Szenen oder Innenräumen mit stimmungsvollem Licht. Er nutzte helle Farbpaletten und eine lockere Pinselführung, die vom französischen Impressionismus beeinflusst ist. Einige seiner Gemälde wurden im Pariser Salon und bei der Society of American Artists ausgestellt.